# Gonzalo Plata
Gonzalo Jordy Plata Jiménez (Guayaquil, Ecuador, 1 de noviembre de 2000) es un futbolista ecuatoriano. Juega como extremo y su equipo actual es el Flamengo de la Serie A de Brasil.

## Trayectoria

### Independiente del Valle
En 2012 es contratado por el Independiente del Valle donde jugó en todas las inferiores. En 2018 participó con la categoría sub-20 en la Copa Libertadores donde su equipo obtuvo el subcampeonato.
Para 2018 de la mano del técnico español Ismael Rescalvo logró su debut en partido contra Barcelona Sporting Club al entrar en el campo sustituyendo a Efrén Mera en el minuto 72. El 10 de noviembre (jornada 18 de la Segunda Etapa), anotó por primera vez con la camiseta Negriazul en la victoria como local por 3-1 ante Delfín.
Con el pasar de los partidos se consolidó siendo pieza clave de su equipo además de ser convocado a la selección de fútbol sub-20 de Ecuador.
Gonzalo Plata representó al equipo principal de Independiente del Valle, habiendo disputado 13 partidos (y un total de 939 minutos), anotando un gol.

### Sporting de Lisboa
En enero de 2019 fue transferido al Sporting de Lisboa hasta 2024.  Plata se incorporó al club verdiblanco durante la temporada 2018/19, para representar a la selección sub-23. El 31 de agosto de 2019, Gonzalo Plata debutó en la Primeira Liga portuguesa con el Sporting de Lisboa. Hizo el cambio y solo jugó los últimos cinco minutos antes de la derrota de su club contra el Rio Ave, jugando como local, por la cuarta jornada de la liga portuguesa.
En la temporada 2019-20 disputó 24 partidos y marcó tres goles. En la temporada 2020-21, el extremo marcó un gol en 14 partidos con el primer equipo, entrenado por Rúben Amorim, y dos goles en cinco partidos con el equipo B, en el Campeonato de Portugal.

### Real Valladolid
El 31 de agosto de 2021 firmó por el Real Valladolid Club de Fútbol, cedido por el equipo lisboeta, ambos clubes llegaron a un acuerdo para su traspaso y, el 11 de julio, firmó hasta junio de 2027. El 23 de octubre de 2021, Gonzalo Plata marcó su primer gol de la temporada y el primero con el Valladolid contra el Sporting de Gijón (2-1). La victoria fue válida para la 12.ª jornada de la La Liga2.
El 11 de julio de 2022, Plata fue adquirido por el Valladolid, firmando un contrato hasta 2027, para jugar en Primera División, en la temporada 2022-23. En dicha temporada marcó un gol en la fecha 36 ante el Fútbol Club Barcelona, en esa misma campaña aportó con seis asistencias, su equipo descendió al finalizar el torneo.
En septiembre de 2023, Gonzalo Plata dejó el Valladolid, donde marcó siete goles y dio 10 asistencias en 67 partidos con el equipo español que descendió a Segunda División.

### Al-Sadd S. C.
El 23 de julio de 2023, fichó por el Al-Sadd de la Primera División de Catar a cambio de €12 millones, por 5 temporadas. Gonzalo Plata tuvo suficientes minutos en la cancha para marcar su primer gol con la camiseta del Al-Sadd Sports Club. Lució como un héroe en su debut con el Al Sadd en la victoria (2-3) sobre el Al Hilal, el 30 de julio de 2023. Este compromiso es válido para el Campeonato Árabe de Clubes.
En su única temporada en Al-Sadd, marcó 12 goles y proporcionó ocho asistencias en 33 partidos.

### C. R. Flamengo
El 30 de agosto de 2024 fue anunciado su fichaje al Clube de Regatas do Flamengo de la Serie A de Brasil, con un contrato hasta 2029.
 La transacción completa por los derechos económicos del atleta se cerrará por US$9,1 millones. También se acordó que Al-Sadd recibirá una ganancia del 30% en cualquier venta futura. Plata eligió llevar la camiseta número 45. Gonzalo Plata fue el cuarto ecuatoriano en vestir la camiseta rojinegra. Antes de él, jugaron Félix Guerrero en 1966, el defensa Wagner Rivera y, finalmente, Frickson Erazo.
El 15 de septiembre de 2024, Plata debutó vistiendo la camiseta del Malvadão, en un partido en el que Flamengo empató 1-1 con Vasco da Gama, en el Maracaná, en juego válido por la 26ª jornada del  Campeonato Brasileño. Gonzalo Plata marcó su primer gol con el club el 26 de octubre de 2024, en la victoria por 4-2 sobre el Juventude, partido válido por la 31ª jornada del Brasileirão en el Maracaná.
El 10 de noviembre de 2024, marcó el gol que aseguró el quinto trofeo de la Copa de Brasil 2024 para Flamengo al ganar 1-0 al Atlético Mineiro en el Arena MRV. Plata terminó la temporada 2024 con 17 partidos y 2 goles.
El 2 de mayo de 2025, Flamengo adquirió el 50% de los derechos económicos de Gonzalo Plata de Al-Sadd. El monto corresponde a US$3,9 millones por gol logrado.

## Selección nacional

### Categorías inferiores
Participó con la selección sub-20 de Ecuador, en el Sudamericano Sub-20 de 2019 jugado en Chile, saliendo campeón del torneo.
También fue convocado por el entrenador Jorge Célico, para disputar el Mundial de Polonia 2019, en la cual marcó dos goles en siete partidos jugados y dónde su selección obtuvo el tercer lugar convirtiéndose en un jugador importante con su selección y siendo elegido el tercer mejor jugador de dicha competencia.

#### Participaciones en Sudamericanos
| Campeonato                  | Sede  | Resultado | Partidos | Goles |
| --------------------------- | ----- | --------- | -------- | ----- |
| Sudamericano Sub-20 de 2019 | Chile | Campeón   | 9        | 0     |

#### Participaciones en Copas del Mundo
| Campeonato                  | Sede    | Resultado    | Partidos | Goles |
| --------------------------- | ------- | ------------ | -------- | ----- |
| Copa Mundial Sub-20 de 2019 | Polonia | Tercer lugar | 7        | 2     |

### Selección absoluta
En septiembre de 2019 fue convocado por el entrenador encargado Jorge Célico a la Selección de mayores, para disputar los encuentros amistosos ante Perú y Bolivia. El 14 de noviembre de 2022 fue incluido en la lista final para la Copa Mundial Catar 2022.

#### Participaciones en Copas del Mundo
| Mundial           | Sede  | Resultado      | Partidos | Goles |
| ----------------- | ----- | -------------- | -------- | ----- |
| Copa Mundial 2022 | Catar | Fase de grupos | 3        | 0     |

#### Participaciones en eliminatorias
| Eliminatorias      | Sede            | Resultado   | Partidos | Goles | Asist. |
| ------------------ | --------------- | ----------- | -------- | ----- | ------ |
| Eliminatorias 2022 | América del Sur | Clasificado | 16       | 3     | 3      |
| Eliminatorias 2026 | América del Sur | Clasificado | 7        | 2     | 0      |

#### Participaciones en Copa América
| Copa              | Sede   | Resultado        | Partidos | Goles |
| ----------------- | ------ | ---------------- | -------- | ----- |
| Copa América 2021 | Brasil | Cuartos de final | 4        | 1     |

### Partidos internacionales
Actualizado al último partido disputado el 25 de marzo de 2025.
| \| N.° \| Fecha \| Ciudad \| Rival \| Resultado \| Resultado \| Competencia \| \| --- \| ------------------------ \| --------------- \| -------------- \| --------- \| --------- \| ----------------------------------- \| \| 1. \| 5 de septiembre de 2019 \| Harrison \| Perú \| 1-0 \| Victoria \| Amistoso \| \| 2. \| 10 de septiembre de 2019 \| Cuenca \| Bolivia \| 3-0 \| Victoria \| Amistoso \| \| 3. \| 13 de octubre de 2019 \| Elche \| Argentina \| 1-6 \| Derrota \| Amistoso \| \| 4. \| 19 de noviembre de 2019 \| Harrison \| Colombia \| 0-1 \| Derrota \| Amistoso \| \| 5. \| 8 de octubre de 2020 \| Buenos Aires \| Argentina \| 0-1 \| Derrota \| Eliminatorias al Mundial Catar 2022 \| \| 6. \| 13 de octubre de 2020 \| Quito \| Uruguay \| 4-2 \| Victoria \| Eliminatorias al Mundial Catar 2022 \| \| 7. \| 12 de noviembre de 2020 \| La Paz \| Bolivia \| 3-2 \| Victoria \| Eliminatorias al Mundial Catar 2022 \| \| 8. \| 17 de noviembre de 2020 \| Quito \| Colombia \| 6-1 \| Victoria \| Eliminatorias al Mundial Catar 2022 \| \| 9. \| 29 de marzo de 2021 \| Quito \| Bolivia \| 2-1 \| Victoria \| Amistoso \| \| 10. \| 8 de junio de 2021 \| Quito \| Perú \| 1-2 \| Derrota \| Eliminatorias al Mundial Catar 2022 \| \| 11. \| 13 de junio de 2021 \| Cuiabá \| Colombia \| 0-1 \| Derrota \| Copa América 2021 \| \| 12. \| 20 de junio de 2021 \| Río de Janeiro \| Venezuela \| 2-2 \| Empate \| Copa América 2021 \| \| 13. \| 27 de junio de 2021 \| Goiânia \| Brasil \| 1-1 \| Empate \| Copa América 2021 \| \| 14. \| 3 de julio de 2021 \| Brasilia \| Argentina \| 0-3 \| Derrota \| Copa América 2021 \| \| 15. \| 2 de septiembre de 2021 \| Quito \| Paraguay \| 2-0 \| Victoria \| Eliminatorias al Mundial Catar 2022 \| \| 16. \| 5 de septiembre de 2021 \| Quito \| Chile \| 0-0 \| Empate \| Eliminatorias al Mundial Catar 2022 \| \| 17. \| 9 de septiembre de 2021 \| Montevideo \| Uruguay \| 0-1 \| Derrota \| Eliminatorias al Mundial Catar 2022 \| \| 18. \| 7 de octubre de 2021 \| Guayaquil \| Bolivia \| 3-0 \| Victoria \| Eliminatorias al Mundial Catar 2022 \| \| 19. \| 10 de octubre de 2021 \| Caracas \| Venezuela \| 1-2 \| Derrota \| Eliminatorias al Mundial Catar 2022 \| \| 20. \| 14 de octubre de 2021 \| Barranquilla \| Colombia \| 0-0 \| Empate \| Eliminatorias al Mundial Catar 2022 \| \| 21. \| 11 de noviembre de 2021 \| Quito \| Venezuela \| 1-0 \| Victoria \| Eliminatorias al Mundial Catar 2022 \| \| 22. \| 16 de noviembre de 2021 \| Santiago \| Chile \| 2-0 \| Victoria \| Eliminatorias al Mundial Catar 2022 \| \| 23. \| 27 de enero de 2022 \| Quito \| Brasil \| 1-1 \| Empate \| Eliminatorias al Mundial Catar 2022 \| \| 24. \| 1 de febrero de 2022 \| Lima \| Perú \| 1-1 \| Empate \| Eliminatorias al Mundial Catar 2022 \| \| 25. \| 29 de marzo de 2022 \| Guayaquil \| Argentina \| 1-1 \| Empate \| Eliminatorias al Mundial Catar 2022 \| \| 26. \| 2 de junio de 2022 \| Harrison \| Nigeria \| 1-0 \| Victoria \| Amistoso \| \| 27. \| 5 de junio de 2022 \| Chicago \| México \| 0-0 \| Empate \| Amistoso \| \| 28. \| 11 de junio de 2022 \| Fort Lauderdale \| Cabo Verde \| 1-0 \| Victoria \| Amistoso \| \| 29. \| 23 de septiembre de 2022 \| Murcia \| Arabia Saudita \| 0-0 \| Empate \| Amistoso \| \| 30. \| 12 de noviembre de 2022 \| Madrid \| Irak \| 0-0 \| Empate \| Amistoso \| \| 31. \| 20 de noviembre de 2022 \| Jor \| Catar \| 2-0 \| Victoria \| Mundial Catar 2022 \| \| 32. \| 25 de noviembre de 2022 \| Rayán \| Países Bajos \| 1-1 \| Empate \| Mundial Catar 2022 \| \| 33. \| 29 de noviembre de 2022 \| Rayán \| Senegal \| 1-2 \| Derrota \| Mundial Catar 2022 \| \| 34. \| 17 de junio de 2023 \| Harrison \| Bolivia \| 1-0 \| Victoria \| Amistoso \| \| 35. \| 7 de septiembre de 2023 \| Buenos Aires \| Argentina \| 0-1 \| Derrota \| Eliminatorias al Mundial 2026 \| \| 36. \| 21 de marzo de 2024 \| Harrison \| Guatemala \| 2-0 \| Victoria \| Amistoso \| \| 37. \| 24 de marzo de 2024 \| Harrison \| Italia \| 0-2 \| Derrota \| Amistoso \| \| 38. \| 10 de octubre de 2024 \| Quito \| Paraguay \| 0-0 \| Empate \| Eliminatorias al Mundial 2026 \| \| 39. \| 15 de octubre de 2024 \| Montevideo \| Uruguay \| 0-0 \| Empate \| Eliminatorias al Mundial 2026 \| \| 40. \| 14 de noviembre de 2024 \| Guayaquil \| Bolivia \| 4-0 \| Victoria \| Eliminatorias al Mundial 2026 \| \| 41. \| 19 de noviembre de 2024 \| Barranquilla \| Colombia \| 1-0 \| Victoria \| Eliminatorias al Mundial 2026 \| \| 42. \| 21 de marzo de 2025 \| Quito \| Venezuela \| 2-1 \| Victoria \| Eliminatorias al Mundial 2026 \| \| 43. \| 25 de marzo de 2025 \| Santiago \| Chile \| 0-0 \| Empate \| Eliminatorias al Mundial 2026 \| |                          |                 |                |           |           |                                     |
| N.° | Fecha                    | Ciudad          | Rival          | Resultado | Resultado | Competencia                         |
| 1. | 5 de septiembre de 2019  | Harrison        | Perú           | 1-0       | Victoria  | Amistoso                            |
| 2. | 10 de septiembre de 2019 | Cuenca          | Bolivia        | 3-0       | Victoria  | Amistoso                            |
| 3. | 13 de octubre de 2019    | Elche           | Argentina      | 1-6       | Derrota   | Amistoso                            |
| 4. | 19 de noviembre de 2019  | Harrison        | Colombia       | 0-1       | Derrota   | Amistoso                            |
| 5. | 8 de octubre de 2020     | Buenos Aires    | Argentina      | 0-1       | Derrota   | Eliminatorias al Mundial Catar 2022 |
| 6. | 13 de octubre de 2020    | Quito           | Uruguay        | 4-2       | Victoria  | Eliminatorias al Mundial Catar 2022 |
| 7. | 12 de noviembre de 2020  | La Paz          | Bolivia        | 3-2       | Victoria  | Eliminatorias al Mundial Catar 2022 |
| 8. | 17 de noviembre de 2020  | Quito           | Colombia       | 6-1       | Victoria  | Eliminatorias al Mundial Catar 2022 |
| 9. | 29 de marzo de 2021      | Quito           | Bolivia        | 2-1       | Victoria  | Amistoso                            |
| 10. | 8 de junio de 2021       | Quito           | Perú           | 1-2       | Derrota   | Eliminatorias al Mundial Catar 2022 |
| 11. | 13 de junio de 2021      | Cuiabá          | Colombia       | 0-1       | Derrota   | Copa América 2021                   |
| 12. | 20 de junio de 2021      | Río de Janeiro  | Venezuela      | 2-2       | Empate    | Copa América 2021                   |
| 13. | 27 de junio de 2021      | Goiânia         | Brasil         | 1-1       | Empate    | Copa América 2021                   |
| 14. | 3 de julio de 2021       | Brasilia        | Argentina      | 0-3       | Derrota   | Copa América 2021                   |
| 15. | 2 de septiembre de 2021  | Quito           | Paraguay       | 2-0       | Victoria  | Eliminatorias al Mundial Catar 2022 |
| 16. | 5 de septiembre de 2021  | Quito           | Chile          | 0-0       | Empate    | Eliminatorias al Mundial Catar 2022 |
| 17. | 9 de septiembre de 2021  | Montevideo      | Uruguay        | 0-1       | Derrota   | Eliminatorias al Mundial Catar 2022 |
| 18. | 7 de octubre de 2021     | Guayaquil       | Bolivia        | 3-0       | Victoria  | Eliminatorias al Mundial Catar 2022 |
| 19. | 10 de octubre de 2021    | Caracas         | Venezuela      | 1-2       | Derrota   | Eliminatorias al Mundial Catar 2022 |
| 20. | 14 de octubre de 2021    | Barranquilla    | Colombia       | 0-0       | Empate    | Eliminatorias al Mundial Catar 2022 |
| 21. | 11 de noviembre de 2021  | Quito           | Venezuela      | 1-0       | Victoria  | Eliminatorias al Mundial Catar 2022 |
| 22. | 16 de noviembre de 2021  | Santiago        | Chile          | 2-0       | Victoria  | Eliminatorias al Mundial Catar 2022 |
| 23. | 27 de enero de 2022      | Quito           | Brasil         | 1-1       | Empate    | Eliminatorias al Mundial Catar 2022 |
| 24. | 1 de febrero de 2022     | Lima            | Perú           | 1-1       | Empate    | Eliminatorias al Mundial Catar 2022 |
| 25. | 29 de marzo de 2022      | Guayaquil       | Argentina      | 1-1       | Empate    | Eliminatorias al Mundial Catar 2022 |
| 26. | 2 de junio de 2022       | Harrison        | Nigeria        | 1-0       | Victoria  | Amistoso                            |
| 27. | 5 de junio de 2022       | Chicago         | México         | 0-0       | Empate    | Amistoso                            |
| 28. | 11 de junio de 2022      | Fort Lauderdale | Cabo Verde     | 1-0       | Victoria  | Amistoso                            |
| 29. | 23 de septiembre de 2022 | Murcia          | Arabia Saudita | 0-0       | Empate    | Amistoso                            |
| 30. | 12 de noviembre de 2022  | Madrid          | Irak           | 0-0       | Empate    | Amistoso                            |
| 31. | 20 de noviembre de 2022  | Jor             | Catar          | 2-0       | Victoria  | Mundial Catar 2022                  |
| 32. | 25 de noviembre de 2022  | Rayán           | Países Bajos   | 1-1       | Empate    | Mundial Catar 2022                  |
| 33. | 29 de noviembre de 2022  | Rayán           | Senegal        | 1-2       | Derrota   | Mundial Catar 2022                  |
| 34. | 17 de junio de 2023      | Harrison        | Bolivia        | 1-0       | Victoria  | Amistoso                            |
| 35. | 7 de septiembre de 2023  | Buenos Aires    | Argentina      | 0-1       | Derrota   | Eliminatorias al Mundial 2026       |
| 36. | 21 de marzo de 2024      | Harrison        | Guatemala      | 2-0       | Victoria  | Amistoso                            |
| 37. | 24 de marzo de 2024      | Harrison        | Italia         | 0-2       | Derrota   | Amistoso                            |
| 38. | 10 de octubre de 2024    | Quito           | Paraguay       | 0-0       | Empate    | Eliminatorias al Mundial 2026       |
| 39. | 15 de octubre de 2024    | Montevideo      | Uruguay        | 0-0       | Empate    | Eliminatorias al Mundial 2026       |
| 40. | 14 de noviembre de 2024  | Guayaquil       | Bolivia        | 4-0       | Victoria  | Eliminatorias al Mundial 2026       |
| 41. | 19 de noviembre de 2024  | Barranquilla    | Colombia       | 1-0       | Victoria  | Eliminatorias al Mundial 2026       |
| 42. | 21 de marzo de 2025      | Quito           | Venezuela      | 2-1       | Victoria  | Eliminatorias al Mundial 2026       |
| 43. | 25 de marzo de 2025      | Santiago        | Chile          | 0-0       | Empate    | Eliminatorias al Mundial 2026       |

### Goles internacionales
| \| N.° \| Fecha \| Lugar \| Rival \| Gol \| Resultado \| Resultado \| Competición \| \| --- \| ------------------------ \| -------------------------------------------------- \| --------- \| --- \| --------- \| --------- \| -------------------------- \| \| 1. \| 10 de septiembre de 2019 \| Estadio Alejandro Serrano Aguilar, Cuenca, Ecuador \| Bolivia \| 3–0 \| 3–0 \| Victoria \| Amistoso \| \| 2. \| 13 de octubre de 2020 \| Estadio Rodrigo Paz Delgado, Quito, Ecuador \| Uruguay \| 4–0 \| 4–2 \| Victoria \| Eliminatorias Mundial 2022 \| \| 3. \| 17 de noviembre de 2020 \| Estadio Rodrigo Paz Delgado, Quito, Ecuador \| Colombia \| 5–1 \| 6–1 \| Victoria \| Eliminatorias Mundial 2022 \| \| 4. \| 8 de junio de 2021 \| Estadio Rodrigo Paz Delgado, Quito, Ecuador \| Perú \| 1–2 \| 1–2 \| Derrota \| Eliminatorias Mundial 2022 \| \| 5. \| 20 de junio de 2021 \| Estadio Nilton Santos, Río de Janeiro, Brasil \| Venezuela \| 2–1 \| 2–2 \| Empate \| Copa América 2021 \| \| 6. \| 21 de marzo de 2024 \| Red Bull Arena, Harrison, Estados Unidos \| Guatemala \| 2–0 \| 2–0 \| Victoria \| Amistoso \| \| 7. \| 14 de noviembre de 2024 \| Estadio Monumental, Guayaquil, Ecuador \| Bolivia \| 2–0 \| 4–0 \| Victoria \| Eliminatorias Mundial 2026 \| \| 8. \| 14 de noviembre de 2024 \| Estadio Monumental, Guayaquil, Ecuador \| Bolivia \| 3–0 \| 4–0 \| Victoria \| Eliminatorias Mundial 2026 \| |                          |                                                    |           |     |           |           |                            |
| N.° | Fecha                    | Lugar                                              | Rival     | Gol | Resultado | Resultado | Competición                |
| 1. | 10 de septiembre de 2019 | Estadio Alejandro Serrano Aguilar, Cuenca, Ecuador | Bolivia   | 3–0 | 3–0       | Victoria  | Amistoso                   |
| 2. | 13 de octubre de 2020    | Estadio Rodrigo Paz Delgado, Quito, Ecuador        | Uruguay   | 4–0 | 4–2       | Victoria  | Eliminatorias Mundial 2022 |
| 3. | 17 de noviembre de 2020  | Estadio Rodrigo Paz Delgado, Quito, Ecuador        | Colombia  | 5–1 | 6–1       | Victoria  | Eliminatorias Mundial 2022 |
| 4. | 8 de junio de 2021       | Estadio Rodrigo Paz Delgado, Quito, Ecuador        | Perú      | 1–2 | 1–2       | Derrota   | Eliminatorias Mundial 2022 |
| 5. | 20 de junio de 2021      | Estadio Nilton Santos, Río de Janeiro, Brasil      | Venezuela | 2–1 | 2–2       | Empate    | Copa América 2021          |
| 6. | 21 de marzo de 2024      | Red Bull Arena, Harrison, Estados Unidos           | Guatemala | 2–0 | 2–0       | Victoria  | Amistoso                   |
| 7. | 14 de noviembre de 2024  | Estadio Monumental, Guayaquil, Ecuador             | Bolivia   | 2–0 | 4–0       | Victoria  | Eliminatorias Mundial 2026 |
| 8. | 14 de noviembre de 2024  | Estadio Monumental, Guayaquil, Ecuador             | Bolivia   | 3–0 | 4–0       | Victoria  | Eliminatorias Mundial 2026 |

## Estadísticas

### Clubes
Actualizado al último partido disputado el 17 de agosto de 2025.
| Club                              | Div.          | Temporada     | Liga  | Liga  | Copas nacionales | Copas nacionales | Copas internacionales | Copas internacionales | Otros        | Otros        | Total | Total | Prom. |
| Club                              | Div.          | Temporada     | Part. | Goles | Part.            | Goles            | Part.                 | Goles                 | Part.        | Goles        | Part. | Goles | Prom. |
| --------------------------------- | ------------- | ------------- | ----- | ----- | ---------------- | ---------------- | --------------------- | --------------------- | ------------ | ------------ | ----- | ----- | ----- |
| Independiente del Valle · Ecuador | 1.ª           | 2018          | 13    | 1     | Inexistentes     | Inexistentes     | 0                     | 0                     | Inexistentes | Inexistentes | 13    | 1     | 0.08  |
| Independiente del Valle · Ecuador | Total club    | Total club    | 13    | 1     | 0                | 0                | 0                     | 0                     | 0            | 0            | 13    | 1     | 0.08  |
| Sporting de Lisboa Portugal       | 1.ª           | 2019-20       | 21    | 2     | 1                | 1                | 2                     | 0                     | Inexistentes | Inexistentes | 24    | 3     | 0.13  |
| Sporting de Lisboa Portugal       | 1.ª           | 2020-21       | 9     | 1     | 4                | 0                | 1                     | 0                     | Inexistentes | Inexistentes | 14    | 1     | 0.07  |
| Sporting de Lisboa Portugal       | Total club    | Total club    | 30    | 3     | 5                | 1                | 3                     | 0                     | 0            | 0            | 38    | 4     | 0.11  |
| Sporting de Lisboa "B" Portugal   | 3.ª           | 2020-21       | 5     | 2     | Inexistentes     | Inexistentes     | Inexistentes          | Inexistentes          | Inexistentes | Inexistentes | 5     | 2     | 0.4   |
| Sporting de Lisboa "B" Portugal   | Total club    | Total club    | 5     | 2     | 0                | 0                | 0                     | 0                     | 0            | 0            | 5     | 2     | 0.4   |
| Real Valladolid C. F. · España    | 2.ª           | 2021-22       | 30    | 6     | 1                | 0                | Inexistentes          | Inexistentes          | Inexistentes | Inexistentes | 31    | 6     | 0.19  |
| Real Valladolid C. F. · España    | 1.ª           | 2022-23       | 34    | 1     | 2                | 0                | Inexistentes          | Inexistentes          | Inexistentes | Inexistentes | 36    | 1     | 0.03  |
| Real Valladolid C. F. · España    | Total club    | Total club    | 64    | 7     | 3                | 0                | 0                     | 0                     | 0            | 0            | 67    | 7     | 0.1   |
| Al-Sadd S. C. Catar               | 1.ª           | 2023-24       | 21    | 8     | 5                | 1                | 8                     | 3                     | Inexistentes | Inexistentes | 34    | 12    | 0.35  |
| Al-Sadd S. C. Catar               | Total club    | Total club    | 21    | 8     | 5                | 1                | 8                     | 3                     | 0            | 0            | 34    | 12    | 0.35  |
| C. R. Flamengo · Brasil           | 1.ª           | 2024          | 11    | 1     | 4                | 1                | 2                     | 0                     | Inexistentes | Inexistentes | 17    | 2     | 0.12  |
| C. R. Flamengo · Brasil           | 1.ª           | 2025          | 12    | 3     | 4                | 0                | 5                     | 0                     | 8            | 1            | 29    | 4     | 0.14  |
| C. R. Flamengo · Brasil           | Total club    | Total club    | 23    | 4     | 8                | 1                | 7                     | 0                     | 8            | 1            | 46    | 6     | 0.13  |
| Total carrera                     | Total carrera | Total carrera | 156   | 25    | 21               | 3                | 18                    | 3                     | 8            | 1            | 203   | 32    | 0.16  |
| 1. 2. 3.                          |               |               |       |       |                  |                  |                       |                       |              |              |       |       |       |

### Selección
Actualizado al último partido disputado el 25 de marzo de 2025.
| Selección       | Año             | Amistosos | Amistosos | Amistosos | Continental | Continental | Continental | Mundial | Mundial | Mundial | Total | Total | Total  | Media goleadora |
| Selección       | Año             | Part.     | Goles     | Asist.    | Part.       | Goles       | Asist.      | Part.   | Goles   | Asist.  | Part. | Goles | Asist. | Media goleadora |
| --------------- | --------------- | --------- | --------- | --------- | ----------- | ----------- | ----------- | ------- | ------- | ------- | ----- | ----- | ------ | --------------- |
| Sub-20          | 2018            | 2         | 1         | 0         | —           | —           | —           | —       | —       | —       | 2     | 1     | 0      | 0.5             |
| Sub-20          | 2019            | —         | —         | —         | 9           | 0           | 2           | 7       | 2       | 0       | 16    | 2     | 2      | 0.13            |
| Sub-20          | Total           | 2         | 1         | 0         | 9           | 0           | 2           | 7       | 2       | 0       | 18    | 3     | 2      | 0.17            |
| Absoluta        | 2019            | 4         | 1         | 0         | —           | —           | —           | —       | —       | —       | 4     | 1     | 0      | 0.25            |
| Absoluta        | 2020            | —         | —         | —         | 4           | 2           | 0           | —       | —       | —       | 4     | 2     | 0      | 0.5             |
| Absoluta        | 2021            | 1         | 0         | 0         | 13          | 2           | 1           | —       | —       | —       | 14    | 2     | 1      | 0.14            |
| Absoluta        | 2022            | 5         | 0         | 0         | 3           | 0           | 1           | 3       | 0       | 0       | 11    | 0     | 1      | 0               |
| Absoluta        | 2023            | 1         | 0         | 1         | 1           | 0           | 0           | —       | —       | —       | 2     | 0     | 1      | 0               |
| Absoluta        | 2024            | 2         | 1         | 0         | 4           | 2           | 0           | —       | —       | —       | 6     | 3     | 0      | 0.5             |
| Absoluta        | 2025            | 0         | 0         | 0         | 2           | 0           | 0           | —       | —       | —       | 2     | 0     | 0      | 0               |
| Absoluta        | Total           | 13        | 2         | 1         | 27          | 6           | 2           | 3       | 0       | 0       | 43    | 8     | 3      | 0.19            |
| Total selección | Total selección | 15        | 3         | 1         | 36          | 6           | 4           | 10      | 2       | 0       | 61    | 11    | 5      | 0.18            |
| 1. 2.           |                 |           |           |           |             |             |             |         |         |         |       |       |        |                 |

## Palmarés

### Campeonatos regionales
| Título             | Club     | País   | Año  |
| ------------------ | -------- | ------ | ---- |
| Taça Guanabara     | Flamengo | Brasil | 2025 |
| Campeonato Carioca | Flamengo | Brasil | 2025 |

### Campeonatos nacionales
| Título                      | Club               | País     | Año  |
| --------------------------- | ------------------ | -------- | ---- |
| Copa de la Liga de Portugal | Sporting de Lisboa | Portugal | 2021 |
| Primeira Liga               | Sporting de Lisboa | Portugal | 2021 |
| Supercopa de Portugal       | Sporting de Lisboa | Portugal | 2021 |
| Qatar Stars League          | Al-Sadd S. C.      | Catar    | 2024 |
| Copa del Emir de Catar      | Al-Sadd S. C.      | Catar    | 2024 |
| Copa de Brasil              | Flamengo           | Brasil   | 2024 |
| Supercopa de Brasil         | Flamengo           | Brasil   | 2025 |

### Campeonatos internacionales
| Título              | Equipo         | Año  |
| ------------------- | -------------- | ---- |
| Sudamericano Sub-20 | Ecuador sub-20 | 2019 |

### Distinciones individuales
| Distinción                                                      | Año  |
| --------------------------------------------------------------- | ---- |
| Jugador revelación de la LigaPro                                | 2018 |
| Balón de Bronce de la Copa Mundial de Fútbol Sub-20             | 2019 |
| 11 ideal del Campeonato Sudamericano de Fútbol Sub-20           | 2019 |
| Jugador revelación del Campeonato Sudamericano de Fútbol Sub-20 | 2019 |
| Jugador del mes de la Qatar Stars League (diciembre)            | 2023 |

## Polémicas
El 8 de diciembre de 2021 se vio involucrado en un accidente de tráfico en la ciudad de Valladolid. Su vehículo colisionó con un taxi, causando que volcase y que sus dos ocupantes resultasen heridos. Plata conducía en estado de embriaguez, duplicando la tasa de alcoholemia permitida.